# Deadeye Dick
Deadeye Dick – amerykański zespół rockowy założony w 1991 w Nowym Orleanie. Założycielem, wokalistą, autorem tekstów i gitarzystą był Caleb Guillotte (ur. 13 marca 1963). Nazwa zespołu pochodzi od opowiadania Kurta Vonneguta o tym samym tytule. Największy sukces komercyjny spośród wydawnictw grupy odniósł singel „New Age Girl”, który uplasował się na 27. miejscu listy Billboard Hot 100 i 6. Mainstream Rock Tracks. Ponadto utwór pojawił się na soundtracku do filmu Głupi i głupszy (1994).
Po rozwiązaniu w 1996 Guillotte kontynuował karierę muzyczną współpracując z takimi artystami jak Adams Attic, Lucy's Walk, Vicki Peterson i Paul Sanchez.

## Dyskografia[5]
| Rok  | Tytuł            | Wytwórnia          | Dodatkowe informacje                                                |
| ---- | ---------------- | ------------------ | ------------------------------------------------------------------- |
| 1994 | New Age Girl     | Naked Language     | Singel (CD)                                                         |
| 1994 | Different Story  | Ichiban Records    |                                                                     |
| 1995 | Whirl            | Ichiban Records    |                                                                     |
| 1995 | Paralyze Me      | Ichiban Records    | Singel (CD)                                                         |
| 1999 | In Effect Groovy | Wydany niezależnie | Niewydany album. Możliwe pobranie za pośrednictwem serwisy MySpace. |